# Sunshine Kids Foundation
Die Sunshine Kids Foundation ist eine Non-Profit-Organisation. Sie wurde am 1. März 1982  in Houston, Texas von Rhoda Tomasco gegründet. Tomasco hatte in einem dortigen Krankenhaus in der Kinderkrebsstation volontiert und bemerkt, dass sich die Kinder während der öden, langwierigen Behandlungen oft langweilten.
Die Stiftung bietet Kindern, die in nordamerikanischen Krankenhäusern wegen einer Krebserkrankung behandelt werden, ein breites Angebot kostenloser Programme und Veranstaltungen an.
Geschäftsführer der Stiftung war seit 2001 der Schauspieler G.W. Bailey. Er engagiert sich hier, seit er über seine Patentochter auf die Organisation aufmerksam wurde. Bei ihr wurde 1982 Leukämie festgestellt.
Neben Bailey engagiert sich auch der Baseballspieler Craig Biggio ( Houston Astros) für die Sunshine Kids Foundation. Er ist seit über zehn Jahren (neben Schauspieler J. K. Simmons) ihr nationaler Sprecher. Für sie warb er 15 Jahre lang mit einer Anstecknadel, die er während des Trainings am Hut trug. Als er es in seiner letzten Saison schaffte, 3000 Hits zu erreichen, wurde die Anstecknadel auch auf einem Banner gezeigt.

## Weblink
- Website der Stiftung